# Afrofilistata
Afrofilistata fradei es una especie de araña araneomorfa de la familia Filistatidae. Es la única especie del género monotípico Afrofilistata.  

## Distribución
Es originaria del África central y África occidental.